# EMD SDP40F形ディーゼル機関車
SDP40Fは、6軸駆動の電気式ディーゼル機関車である。EMDにより1973年6月から1974年8月に、アムトラック向けの新製機関車として製造された。EMD 645E3型16気筒ターボチャージ式エンジンを搭載する。出力は3000馬力。

## 概要
SDP40Fはアムトラック向けとして新造された最初の機関車である。
それまで、アムトラックのディーゼル機関車の大半はEMDのEシリーズとFシリーズで占められていた。これらの私鉄各社から継承した車輌は、長年十分な維持管理がなされていなかったために老朽化しており、さしあたってSDP40Fのような新型機が求められていた。
SDP40Fは当時EMDの典型的なディーゼル機関車であったSD40-2をもとに設計され、1973年夏より翌年にかけて総計150両が製造された。狭幅の運転室が一般的だった当時の貨物機に対し、当時の一般的な旅客機と同様の車輌全幅にわたる幅広の運転席が設けられたのが特徴である。ギヤ比は57:20に設定され時速100マイル (160 km/h)の高速運転を実現した。
蒸気発生装置を2つ、そして 1350ガロン(5100リットル)の水タンクをエンジンルームの後部に備えた。これは当時多数を占めていた蒸気暖房式客車のための設備である（この他に、車体台枠下部に2150ガロン(8100リットル)分の水タンクも有した）。これらは、仮にアムトラックが旅客列車の運行を取りやめても、貨物機として簡単に改造できるようにあらかじめ設計されていた。
翌年、ミルウォーキー鉄道が発注した類似の機関車にはEMD F40Cの名が用いられた。こちらは蒸気発生装置のかわりにヘッド・エンド・パワーを備えていた。

## 脱線事故
1975年12月号のTrains誌でJ.デイヴィッド・イングルスはSDP40Fを「アムトラックの長距離列車の星」("stars of Amtrak's long-distance trains")と呼んだが、同機は高速運転中にしばしば脱線事故を起こし、1976年からはアムトラックの走行する鉄道各社が速度制限を課す事態となった。連邦鉄道局(FRA)の記録によると、1976年半ばまでの時点で13件の脱線事故がSDP40Fに起因して発生したとされている。アムトラック、FRA、製造元のEMDが大規模な調査を行ったものの、原因究明には至らなかった。蒸気発生装置と水タンクがエンジン後方の荷重超過を招いた可能性も推察された。のちにFRAは、多くの列車で機関車の直後に連結されていた軽量の荷物車が、重量級のSDP40Fの直後に連結されることで共振を起こしたことがこれらの脱線事故の原因であると結論づけている。また、一部路線の軌道の状態が貧弱であったことも、これらの脱線事故の一因であった:126。

## 引退とその後

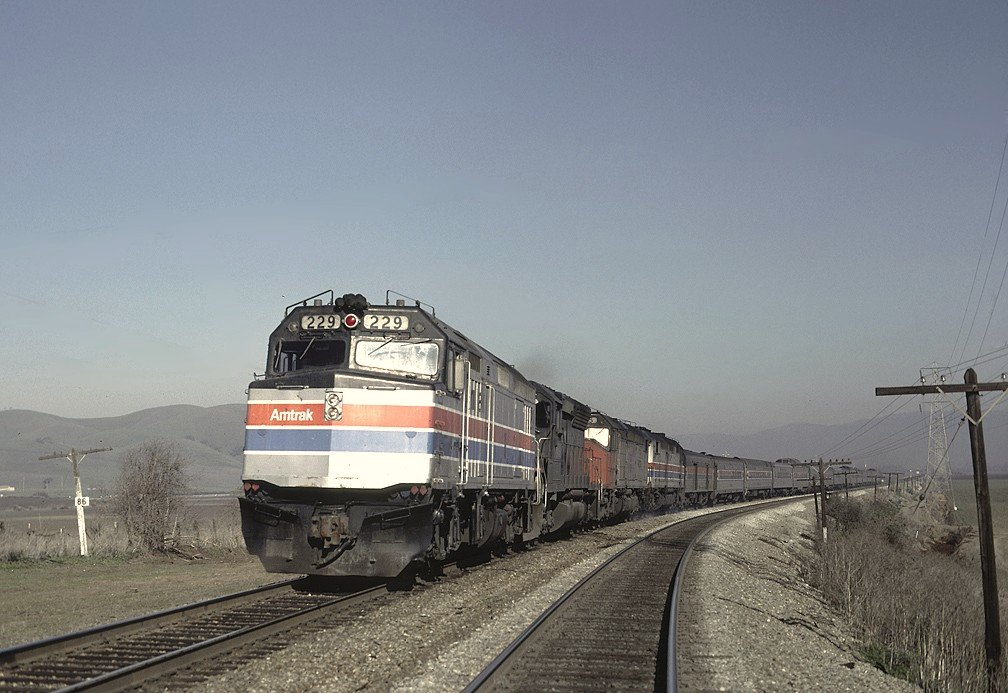
後継のF40PH（先頭）。後ろにサザン・パシフィック鉄道のSD45とアムトラックのSDP40F2両が連なる4重連

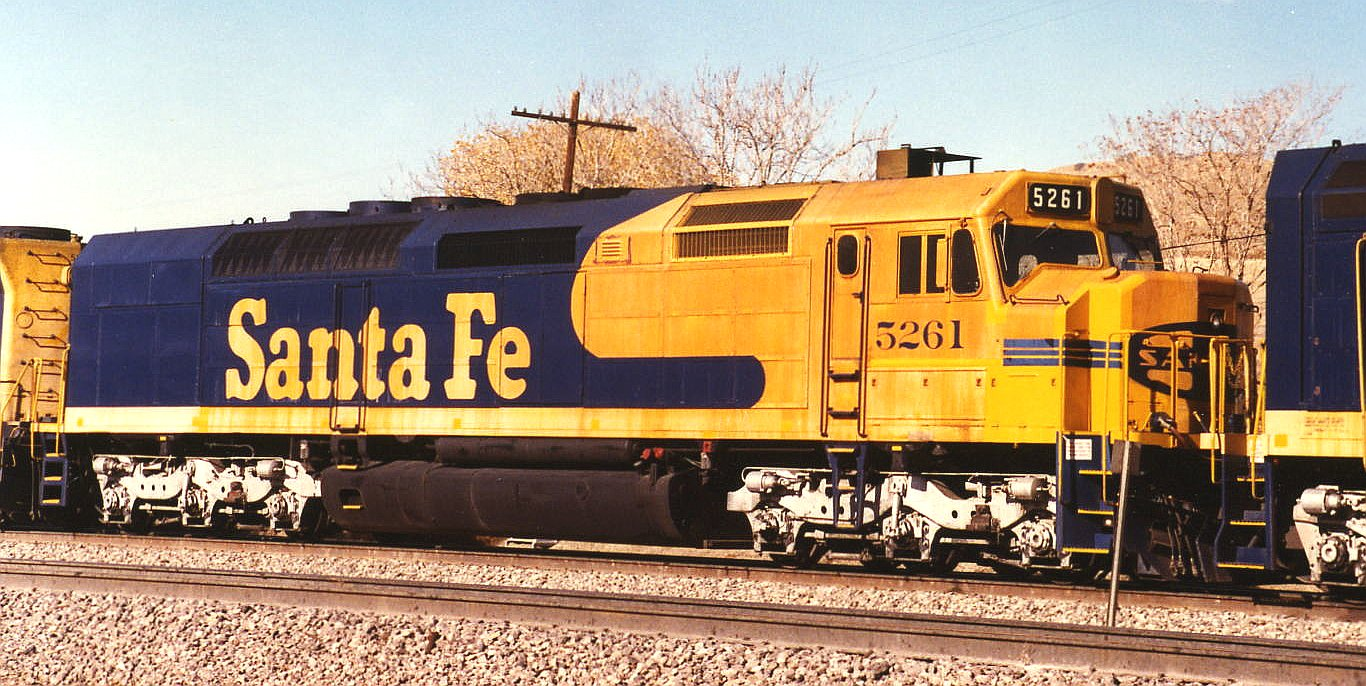
1980年代後半、カリフォルニアで貨物輸送に使われたSDF40-2形5261号機

結局、SDP40Fはアムフリートのような蒸気暖房に依らない客車の登場により、蒸気暖房客車とともに徐々に置き換えが進むことになる。
SDP40Fはヘッド・エンド・パワー方式への改造も考慮されてはいたものの、そのための改造費や機関の更新時期がネックとなり、アムトラックはヘッド・エンド・パワーを備えた万能機F40PHによりSDP40Fを完全に駆逐することとなる。
1970年代後半、アムトラックはSDP40FをEMDに下取りに出し、より多数のF40PHを導入することができた。結果、F40PHの増備に伴いSDP40Fは1985年までにアムトラックにおける営業運転から退いた。
サンタフェ鉄道に譲渡、改修のうえでSDF40-2と改称した車輌も存在したが、2002年までには全車引退し、大半の車輌がカンザス州トピカで2004年までにスクラップにされた。なお、アムトラックではサンタフェ鉄道からSDP40Fと引き換えに43両のスイッチャー（入換機）を獲得している:133。
SDP40Fは3台のみ現存する。うち1台は元アムトラック644号機で、ダイナミック・レール・プリザベーション（外部リンク節参照）が保有している。これはユタ州オグデンにて展示されており、将来的に後年追加された装備を除去しアムトラック導入時の姿に復元する計画を立てている。
残る2台は元アムトラック509号機と609号機であり、大改造のうえ運輸技術センターがコロラド州プエブロ近郊の試験場（プエブロ実験線）に有している。ただしセンターがこの機関車をどのように扱っているのか、また今後どうするのかについては不明である。

## ギャラリー

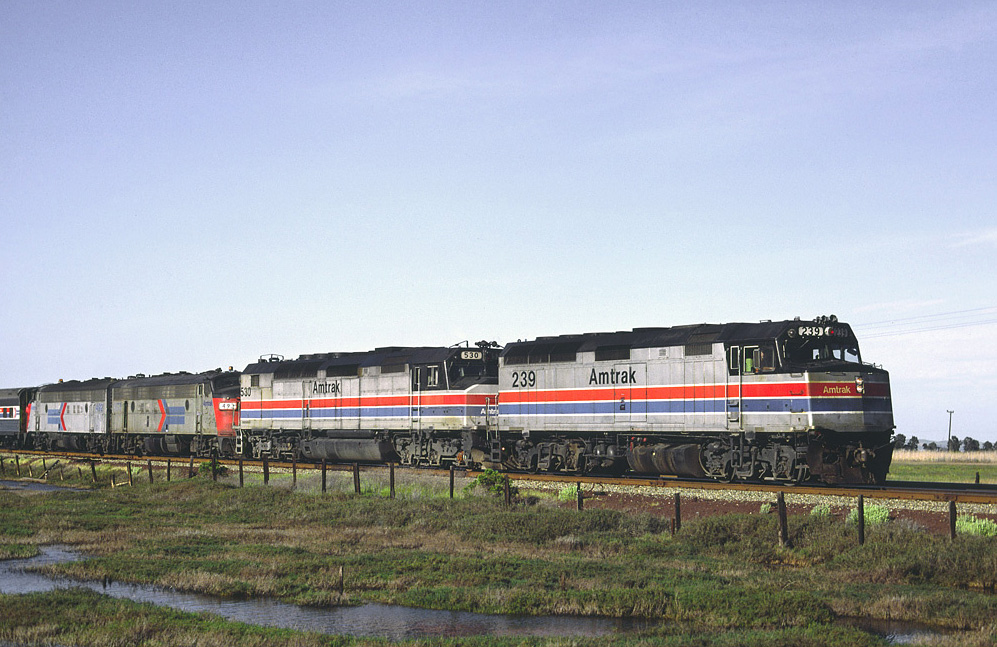
F40PH（先頭）や旧型機と4重連を組むSDP40F（前から2両目）
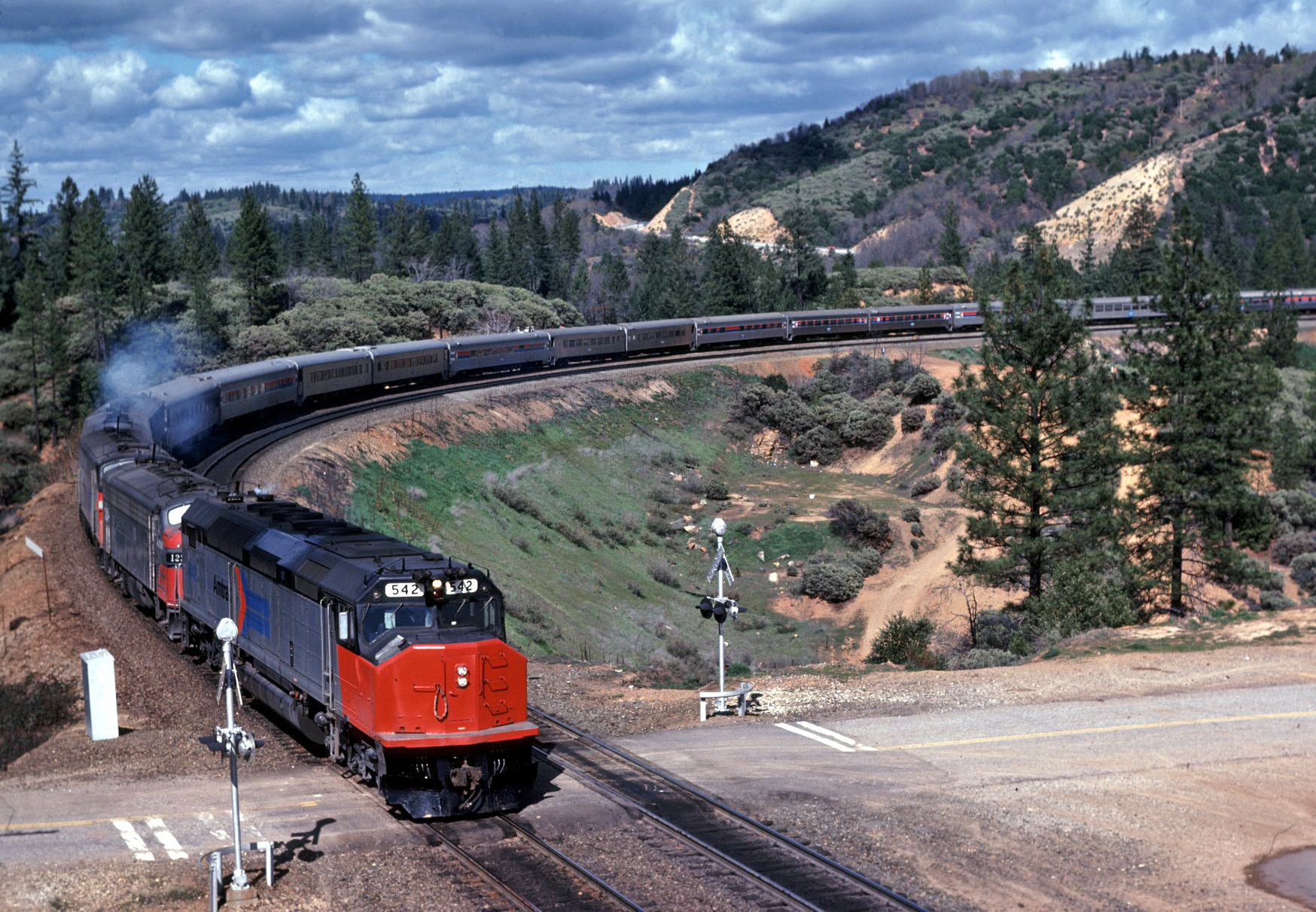
渓谷をゆく542号機牽引のファン・トレイン（臨時列車）
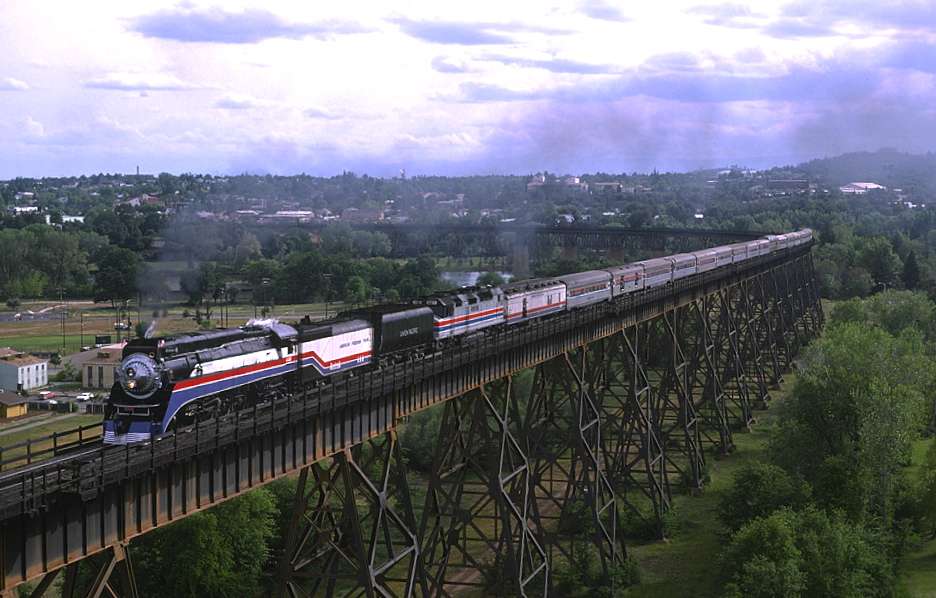
アメリカン・フリーダム・トレイン塗装のSP4449号の補機を務めるSDP40F（サクラメント川橋梁にて、1977年4月29日撮影）
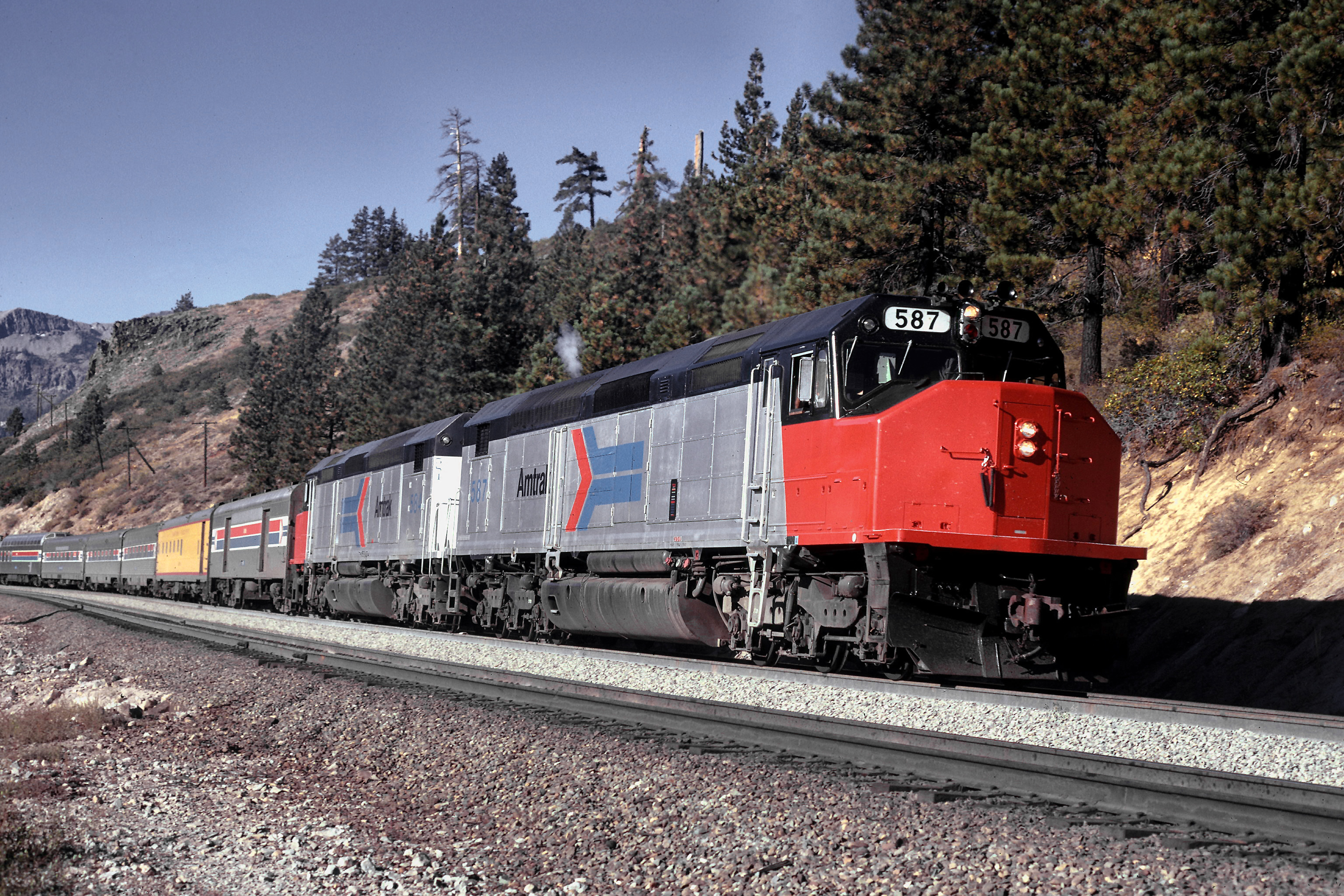
カリフォルニア州アンドーヴァーを走る587号機牽引の列車（1974年4月撮影）
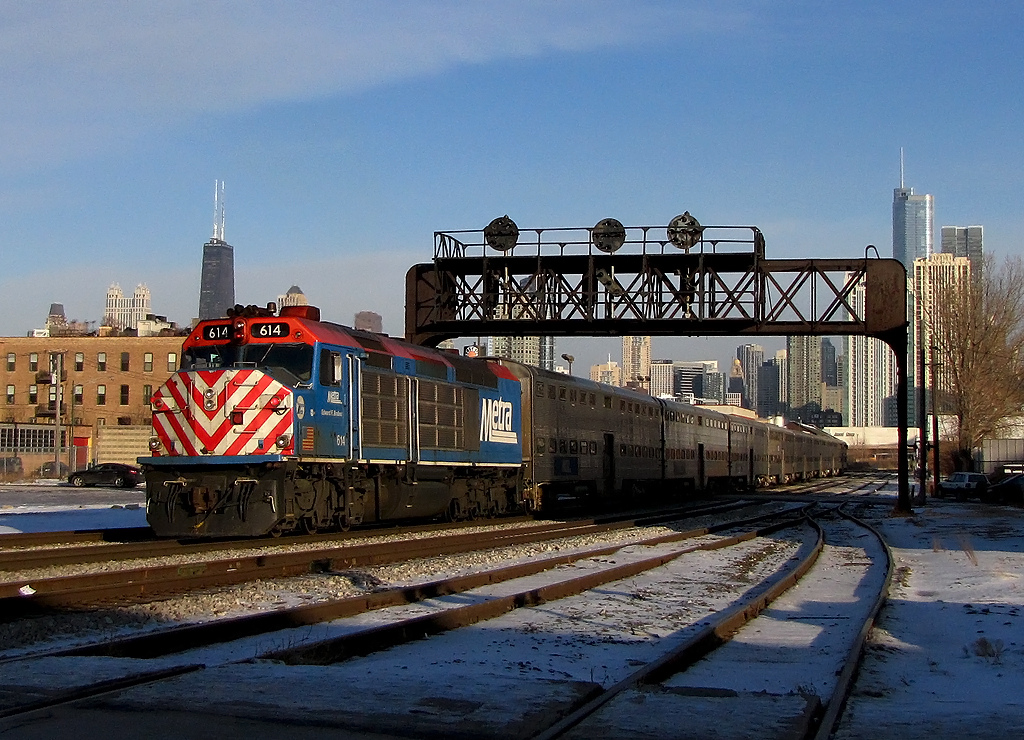
シカゴの近郊鉄道輸送を担うメトラに引き継がれた兄弟機F40C形（2011年1月20日撮影）